# Tour de Flandes 1982
El Tour de Flandes 1982, la 66.ª edición de esta clásica ciclista belga. Se disputó el 2 de abril de 1982. El vencedor final fue el belga René Martens que se impuso en solitario, a un grupo encabezado por Eddy Planckaert y Rudy Pevenage.

## Clasificación General
| Posición | Ciclista            | Equipo                      | Tiempo     |
| -------- | ------------------- | --------------------------- | ---------- |
| 1        | René Martens        | Daf Trucks-Teve Blad-Rossin | 6h 35' 40" |
| 2        | Eddy Planckaert     | Splendor-Wickes             | +21"       |
| 3        | Rudy Pevenage       | Capri Sonne                 | m. t.      |
| 4        | Michel Pollentier   | Safir-Concorde              | m. t.      |
| 5        | Jan Bogaert         | Europ Decor                 | +45"       |
| 6        | Palmiro Masciarelli | Famcucine                   | m. t.      |
| 7        | Patrick Versluys    | Boule d'Or-Colnago          | m. t.      |
| 8        | Géry Verlinden      | Boule d'Or-Colnago          | m. t.      |
| 9        | Marc Sergeant       | Boule d'Or-Colnago          | m. t.      |
| 10       | Johan van der Velde | TI-Raleigh-Campagnolo       | m. t.      |